# Sophie Adlersparre
Baronowa Carin Sophie Adlersparre, z domu Leijonhufvud, pseudonim literacki Esselde (ur. 6 lipca 1823 w Helgerum w gminie Västervik, zm. 27 czerwca 1895 w Ström koło Södertälje) – szwedzka feministka, wydawczyni, redaktorka, pisarka. Jest uznawana za jedną z założycielek ruchu na rzecz praw kobiet w Szwecji.
Wychowana według tradycyjnych wzorców, zainteresowała się feminizmem pod wpływem Rosalie Roos około 1855. Adlersparre założyła feministyczną gazetę "Tidskrift för hemmet" ("Gazeta Domowa") w 1859 (istniała do 1885), która głosiła konieczność dopuszczenia kobiet do pracy zawodowej i wyższego wykształcenia. 
Od 1862 Adlersparre zaangażowała się w tworzenie sieci bibliotek, agencji zatrudnienia i szkół wieczorowych dla kobiet. W 1864 była współzałożycielką szwedzkiego Czerwonego Krzyża. W 1884 roku założyła Stowarzyszenie Frederiki Bremer (Fredrika Bremer-Förbundet), które uznawane jest za pierwszą szwedzką organizację feministyczną. Organizacja została nazwana na cześć Fredriki Bremer, poprzedniczki w działalności feministycznej.
W 1869 wyszła za mąż za barona Axela Adlersparre (1812–1879) i upowszechniła idee kariery zawodowej dla kobiet wśród wyższych warstw społecznych Szwecji. 